# Киев-5 (троллейбус)
«Киев-5» (ЛАЗ-695Э) — модель советского троллейбуса, выпускавшаяся с 1963 по 1965 годы в городе Киеве на заводе электротранспорта (КЗЭТ) на базе троллейбусов «Киев-2» и «Киев-4» (электропривод и система питания) и автобуса ЛАЗ-695 (ходовая часть и кузов) и находившаяся в эксплуатации до 1972 года.
Троллейбус был аналогичен моделям ЛАЗ-695Т, выпускавшимся во Львове на ЛАЗе, и ОдАЗ-695Т, выпускавшимся в Одессе на ОдАЗе.

## Испытания
Первые испытания троллейбусы «Киев-5» проходили в городе Коммунарске в 1962—1963 годах и после их успешного окончания было принято решение о массовом производстве данной модели троллейбуса.

## Эксплуатация
«Киев-5» эксплуатировался в период с 1963 года, однако в виду его ненадежности, малой вместимости и неудобства для пассажиров (узкие двери, отсутствие накопителей, узкие проходы, низкие потолки), от производства данного троллейбуса отказались.
В Одессе данные троллейбусы были списаны уже к 1969 году, в остальных городах-эксплуатантах «Киев-5» был списан к 1972 году.
В дальнейшем многие троллейбусы «Киев-5», оставшиеся на ходу, были переоборудованы обратно в автобусы.

## Количество произведенных машин
- «Киев-5ЛА» (КЗЭТ, Киев)  Архивная копия от 13 октября 2011 на Wayback Machine — 75 единиц
- ЛАЗ-695Т (ЛАЗ, Львов)  Архивная копия от 13 октября 2011 на Wayback Machine — 10 единиц
- ОдАЗ-695Т (ОдАЗ, Одесса)  Архивная копия от 13 октября 2011 на Wayback Machine — 478 единиц

## Троллейбусные поезда
В 1971 году в Житомире был списан последний в СССР троллейбусный поезд работающий не по системе Владимира Веклича. Первый такой поезд в Житомире был сформирован в конце 1968 г. в депо из троллейбуса «Киев-5ЛА» (ЛАЗ-695Э) и автобусного прицепа. Редуктор и тяговый двигатель троллейбуса-тягача такого поезда сильно перегревались, что приводило к ускоренному износу и преждевременному списанию.